# 张夏成
张夏成（韩语：／，1953年10月26日—），是韩国的经营学家。曾是高丽大学经营学教授。曾任总统秘书室政策室长。教授复职后不久退休，2019年4月被任命为第13任韩国驻华大使。
张夏准是他的堂兄弟。

## 经历
1987年~1990年 美国休斯敦大学财务系助理教授。
1990年起 历任韩国高丽大学经济学助理教授、副教授、教授、商学院院长
1997年 任金融改革委员会咨询委员。
2006年 建立了韩国企业支配结构基金（KCGF）。
2008年-2016年 任中国证券监督管理委员会的专家咨询机构国际顾问委员会委员。
2012年 中国复旦大学管理学院客座教授
2015年 中国人民大学商学院客座教授
2017年5月21日被韩国总统文在寅任命为青瓦台秘书室（原总统室）政策室长，负责推动经济发展政策。但因成效不彰，于2018年11月离任。
2019年3月，再獲總統文在寅提名接替盧英敏出任韩国驻华大使，4月4日獲中國政府同意。
2019年4月8日，中国外交部礼宾司副司长范勇接受韩国新任大使张夏成递交的国书副本，张夏成正式就任第13任韩国驻华大使。同年5月8日向中華人民共和國主席習近平遞交國書。

## 脚注
1. ↑  . monthly.chosun.com. 2010-07-26  [2023-08-23]. （原始内容存档于2023-08-24） （韩语）.